# Dead Europe
Dead Europe is een Australische dramafilm geregisseerd door Tony Krawitz uit 2012. Het is een bewerking van het gelijknamige boek uit 2005 door Christos Tsiolkas.

## Rolverdeling
- Ewen Leslie als Isaac
- Marton Csokas als Nico
- Kodi Smit-McPhee als Josef
- Jean-François Balmer als Gerry
- Yigal Naor als Syd
- William Zappa als Vassily
- Françoise Lebrun als Leah
- Thanos Samaras als Andreas
- Danae Skiadi als Giulia

## Prijzen en nominaties
| Prijs            | Categorie                    | Genomineerde(n) | Uitslag     |
| ---------------- | ---------------------------- | --------------- | ----------- |
| AACTA Award (3e) | Beste film                   | Iain Canning    | Genomineerd |
| AACTA Award (3e) | Beste film                   | Emile Sherman   | Genomineerd |
| AACTA Award (3e) | Beste film                   | Liz Watts       | Genomineerd |
| AACTA Award (3e) | Beste aangepaste scenario    | Louise Fox      | Genomineerd |
| AACTA Award (3e) | Beste acteur in een hoofdrol | Ewen Leslie     | Genomineerd |
| AACTA Award (3e) | Beste acteur in een bijrol   | Marton Csokas   | Genomineerd |
| AACTA Award (3e) | Beste oorspronkelijke muziek | Jed Kurzel      | Genomineerd |